# Bedford Town FC
Bedford Town FC is een Engelse voetbalclub uit Cardington, Bedfordshire. De club werd in 1908 opgericht.

## Geschiedenis
De club werd in 1908 opgericht en speelde eerst in de Northampton League en de Northampton Alliance. In 1945 verhuisde de club naar de Southern League maar kon daar weinig uitrichten de eerste seizoenen. Dit veranderde in 1951 toen Ronnie Rooke werd aangesteld als speler-trainer. Rooke had al gespeeld voor Arsenal, Fulham, Crystal Palaceen Engeland. Voor de eerste match onder zijn leiding kwamen er 4790 toeschouwers, zelfs bij de reserves, waar hij een hat-trick scoorde kwamen 3000 kijklustigen.

### Giant Killers
Het duurde tot seizoen 1955/56 vooraleer de Eagles nationale faam kregen door "Giant Killers" te worden en versloeg Watford 3-2, Norwich City 2-4, Newcastle United 1-2, Exeter City 1-2, Brighton & Hove Albion 2-1. en Oxford United 1-0. Maar hun waarschijnlijk grootste prestatie was het 2-2 gelijkspel tegen Arsenal in het stadion van Arsenal voor 55 000 toeschouwers. In de terugwedstrijd zorgde de club bijna voor een immense schok door tot 4 minuten van het einde met 1-0 te leiden, maar dan scoorde Arsenal en won de wedstrijd in de verlenging.
Op 4 mei 1982 werd de laatste wedstrijd gespeeld tegen Nuneaton Borough en verloor met 1-0. Na 74 jaar kwam het tot een einde voor de club nadat het huurcontract voor het stadion werd opgezegd. Plannen voor een nieuw terrein mislukten en daarmee werd de club opgeheven.

### Heroprichting
Op 5 mei 1989 startten enkele Eagle-supporters een campagne om Bedford Town herop te richten. De campagne was succesvol en de gemeente gaf toestemming om thuiswedstrijden te spelen in het Queens Park, wat een steenworp van het oude terrein was.
Allen Sturges Travel werd de nieuwe sponsor van de club. Bedford werd toegelaten tot de South Midlands League en werd vierde. In 1992/93 werd de club kampioen.

### The New Eyrie
Om te kunnen promoveren moest de club een eigen terrein zoeken. Met steun van de gemeente en supporters werd een terrein gevonden, the New Eyrie, dat klaar was voor de openingswedstrijd tegen Peterborough United voor 3000 toeschouwers. De Eagles wonnen de eerste wedstrijd in de Premier Divison van de South Midlands League en bleef aan de top voor de rest van het seizoen en promoveerde zo naar de Isthmian League.

### Opmars in de piramide
Na enkele goede plaatsen werd de club kampioen van de Division Two in 1999. Twee jaar later promoveerde de club verder naar de Premier Division. Na daar 3 seizoenen gespeeld te hebben maakte de club kans om te promoveren naar de nieuwe Conference South maar de club verloor in de play-offs van St. Albans City en werd getransfereerd naar de Southern League. Na twee opeenvolgende 5de plaatsen kon de club eindelijk promotie afdwingen tegen Chippenham Town in seizoen 2005/06 en promoveerde zo naar de Conference South.
Op 7 april 2007 verloor de club met 2-0 van Newport County AFC en werd zo mathematisch zeker van een degradatie, die er al heel het seizoen zat aan te komen.

## Bekende (ex-)spelers
- Roger Davies